# El Carmen, Chiapilla
El Carmen är en ort i Mexiko.   Den ligger i kommunen Chiapilla och delstaten Chiapas, i den sydöstra delen av landet, 800 km öster om huvudstaden Mexico City. El Carmen ligger 566 meter över havet och antalet invånare är 255.
Terrängen runt El Carmen är varierad. Runt El Carmen är det ganska glesbefolkat, med 30 invånare per kvadratkilometer. Närmaste större samhälle är San Cristóbal de las Casas, 18,5 km norr om El Carmen. Omgivningarna runt El Carmen är en mosaik av jordbruksmark och naturlig växtlighet.